# Thma Koul
Thma Koul es uno de los trece distritos que forman la provincia camboyana de Battambang, con una población estimada en marzo de 2008 de 113 443 habitantes. Está dividido en las siguientes comunas (khum), que se muestran asimismo con población estimada de 2008:
- Anlong Run 4,566
- Bansay Traeng 9,239
- Boeng Pring 9,757
- Chrey 14,215
- Chrouy Sdau 9,112
- Kouk Khmum 11,477
- Ou Ta Ki 16,047
- Rung Chrey 10,187
- Ta Meun 15,192
- Ta Pung 13,651[1]